# Ectima peruviana
Ectima peruviana är en fjärilsart som beskrevs av Felix Bryk 1953. Ectima peruviana ingår i släktet Ectima och familjen praktfjärilar. Inga underarter finns listade i Catalogue of Life.